# Mariannina Ciccone

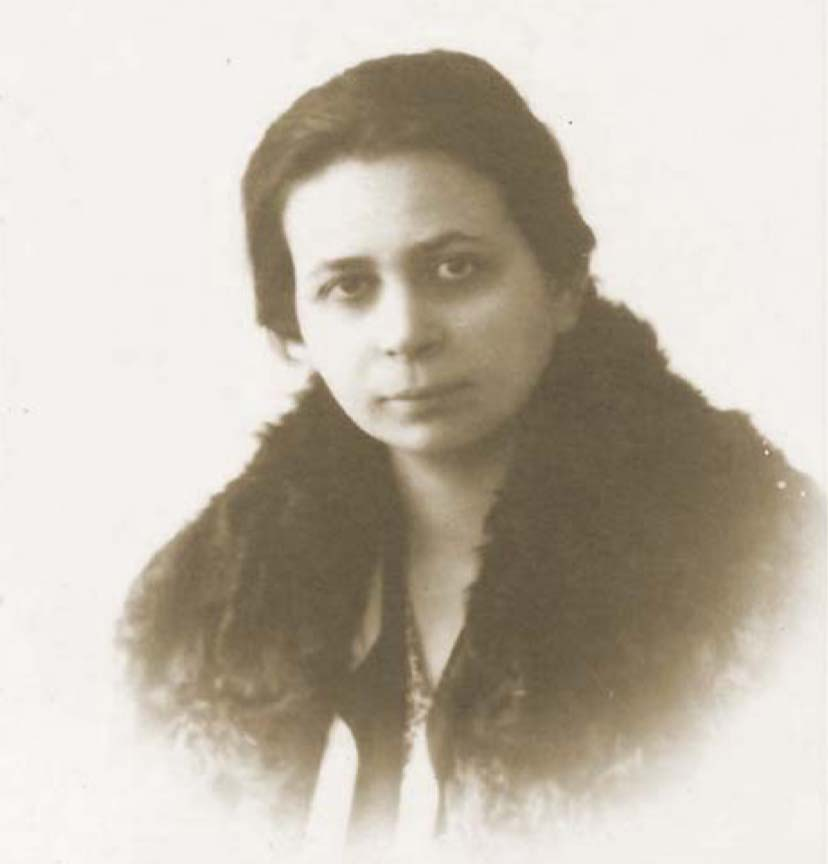
Professor Mariannina Ciccone in Pisa

Mariannina Ciccone (Noto, 29 augustus 1891 – aldaar, 29 maart 1965) was een wiskundige en natuurkundige in het koninkrijk en de republiek Italië. Zij was docente en hoogleraar aan de Universiteit van Pisa. Haar verzet tegen de naziroof van de inboedel van het Academisch Instituut voor Fysica (1944) maakte haar bekend.

## Levensloop
Na haar schooltijd in Noto, Sicilië, volgde zij aanvullend technisch onderwijs in Modica en Rome. Hiermee was zij klaar om aan de Universiteit van Pisa in het noordelijke Toscane wiskunde te studeren (1915-1919). Vervolgens combineerde zij het lesgeven van wiskunde met de universitaire studie fysica in Pisa. Nadat zij zowel de diploma’s wiskunde en fysica verworven had (1924), bleef zij voor de rest van haar carrière verbonden aan de universiteit van Pisa. 
Aanvankelijk was Ciccone assistente op het Instituut voor Fysica en dit vanaf 1925. Zij volgde nog bijscholing bij Gerhard Herzberg in Darmstadt tot deze nazi-Duitsland ontvluchtte (1935). Ciccone werd bevorderd tot docente experimentele fysica in 1936.
In 1944 was Pisa bezet door nazi-Duitsland. Op basis van een officieel schrijven eisten fysici van de Ruprecht-Karls-universiteit in Heidelberg de inboedel op van de fysici in Pisa. Het ging om de volledige collectie boeken en tijdschriften, alsook om alle apparatuur en laboratoriummateriaal. Professor Ciccone ging in discussie met het nazi-bestuur in Pisa. Haar kennis van de Duitse taal uit de tijd van Heidelberg kwam van pas. Ciccone bleef onverzettelijk dat er niets uit het Instituut voor Fysica mocht worden weggehaald. De Duitsers gaven uiteindelijk op; ze vernielden ook niets. Jaren later sprak de universiteit van Pisa er nog over hoe ze als een 'tijgerin' vocht voor de universiteit.
Na de Tweede Wereldoorlog concentreerde Ciccone haar navorsing op spectroscopie en infraroodstralen. In 1959 werd ze bevorderd tot hoogleraar spectroscopie. Na het behalen van het emeritaat keerde ze terug naar Noto op Sicilië, waar ze overleed.